# Odontohenricia
Odontohenricia is een geslacht van zeesterren uit de familie Echinasteridae.

## Soorten
- Odontohenricia ahearnae Clark & Jewett, 2010
- Odontohenricia anarea O'Hara, 1998
- Odontohenricia aurantia Clark & Jewett, 2010
- Odontohenricia clarkae Rowe & Albertson, 1988
- Odontohenricia endeavouri Rowe & Albertson, 1988
- Odontohenricia fisheri Rowe & Albertson, 1988
- Odontohenricia hayashii Rowe & Albertson, 1988
- Odontohenricia violacea Clark & Jewett, 2010